# الکسی گای
الکسی گای (اوکراینی: Олексій Анатолійович Гай؛ زادهٔ ۶ نوامبر ۱۹۸۲) بازیکن فوتبال است.
وی همچنین در تیم‌های ملی فوتبال Ukraine national under-19 football team، زیر ۲۱ سال اوکراین، و اوکراین بازی کرده‌است.